# Ljubiša Ristić
Ljubiša Ristić (Priština, 8. februar 1947) srpski i jugoslovenski je pozorišni reditelj. Nekadašnji je član JUL-a.

## Biografija
Završio je Akademiju dramskih umetnosti u Beogradu (studirao kod Huga Klajna i Vjekoslava Afrića), a diplomirao sa predstavom „Buba u uhu” Žorža Fejdoa, koja se i danas igra u Jugoslovenskom dramskom pozorištu.
Sa Nadom Kokotović 1977. godine osniva KPGT (akronim od „Kazalište, Pozorište, Gledališče, Teatar”).

## Karijera

### Rad u Subotici
Godine 1974. u Subotici oformljuje svoj rediteljski postupak, gde stvara svoje najbolje predstave. U jesen 1985. godine dolazi u Suboticu i stvara „Kulturni bum”, dovodeći velika imena pozorišne umetnosti. U Subotici je stvarao do 1995, kada se odvaja srpska od mađarske drame, i Ristić prelazi u bioskop „Jadran”. Njegov boravak, zbog avangardnog pristupa, je bio izložen mnogim kritikama, npr. izbacio je sve stolice iz publike, pa je ista morala da stoji za vreme predstava. Jedna od predstava je izvođena na splavu na jezeru Palić. Splav je tokom predstave bio otisnut od obale te niko nije mogao da napusti predstavu pre kraja.
- Madač komentari (1985)
- Šekspir-fest (1986)
- Molijer-fest (1987)
- Ju-fest (1989), i istoimena knjižara
- Balkanske tragedije (1990)
- Danilo Kiš fest (1991)
- Plesni teatar Nade Kokotović (1991)
- Ju fest - istočno od kraja (1992)
- Ju fest - zlatno doba (1993)
- Ju fest (1994)

### Rad u Beogradu
Godine 1996. sa Dankom Lenđel u Beogradu osniva „Međunarodni art centar K.P.G.T.”, u staroj Šećerani nadomak Ade Ciganlije na Čukarici.

## Odabrana teatrografija
- Oh, tata, siroti tata, mama te je obesila u plakar i ja sam tako tužan, (asistent režije), 13. 03. 1966, Beograd, Atelje 212[3]
- Pigmalion, (asistent režije), 12. 11. 1969, Beograd, Jugoslovensko dramsko pozorište[3]
- Čovek od La Manče, (asistent režije), 17. 04. 1970, Beograd, Jugoslovensko dramsko pozorište[3]
- Hamlet, (asistent režije), 22. 01. 1971, Beograd, Jugoslovensko dramsko pozorište[3]
- Buba u uhu, Žorž Fejdo, 07. 06. 1971, Beograd, Jugoslovensko dramsko pozorište[3]
- To što se sa njima desilo nema nikakve veze sa bezbolom, Sem Bobrik, Ron Klark, 03. 02. 1972, Beograd, Savremeno pozorište[3]
- Buba u uhu, Žorž Fejdo, 07. 04. 1972, Zrenjanin, Narodno pozorište „Toša Jovanović”[3]
- Aleks iz Kutlova, Branimir Tori Janković, 24. 03. 1973, Kragujevac, Knjaževsko-srpski teatar[3]
- To se nikad ne zna, Džordž Bernard Šo, 23. 04. 1973, Zrenjanin, Narodno pozorište „Toša Jovanović”[3]
- Silom muž, Žorž Fejdo, 26. 01. 1974, Subotica, Narodno pozorište[3]
- Sumnjivo lice, Branislav Nušić, 27. 11. 1974, Subotica, Narodno pozorište[3]
- Tako, tako!, Ljubiša Ristić, 1974, Ljubljana, Gledališče Pekarna[4]
- Majka hrabrost i njena deca, Bertolt Breht, 28. 10. 1975, Subotica, Narodno pozorište[3]
- Igrajte tumor v glavi in onesnaženje zraka, Dušan Jovanović, 19. 01. 1976, Celje, Slovensko ljudsko gledališče[5]
- Muške stvari, Franc Ksaver Krec, 09. 05. 1976, Beograd, Atelje 212[3]
- Cement, Hajner Miler, 17. 11. 1976, Ljubljana, SNG Drama[6]
- Moška zadeva, Franc Ksaver Krec, 26. 11. 1976, Celje, Slovensko ljudsko gledališče[7]
- Žrtve mode bum, bum, Dušan Jovanović, 22. 02. 1977, Zrenjanin, Narodno pozorište 'Toša Jovanović'[3]
- Michalangelo Buonarotti, Miroslav Krleža, 30. 07. 1977, Split, Splitsko ljeto, Hrvatsko narodno kazalište[8]
- 1803 - 1804 Prolog; Tosca (1800...); 1820 Epilog, Vjeran Zuppa, 19. 02. 1978, Celje, Slovensko ljudsko gledališče[9]
- Oslobođenje Skoplja, Dušan Jovanović, 08. 06. 1978, Zagreb, Centar za kulturnu djelatnost Saveza Socijalističke omladine i Radna zajednica "Oslobođenje Skoplja"[10]
- Oslobođenje Skoplja, Dušan Jovanović, 24. 09. 1978, Beograd, Narodno pozorište[3]
- Kamov, smrtopis, Slobodan Šnajder, 14. 04. 1979, Zagreb, Hrvatsko narodno kazalište[11]
- 1918., Miroslav Krleža, 07. 08. 1979, Split, Splitsko ljeto, Centar za kulturne djelatnosti SSO Zagreb i Radna zajednica "1918."
- Držićev san, Slobodan Šnajder, 13. 02. 1980, Zagreb, Hrvatsko narodno kazalište
- Hamlet, Vilijem Šekspir, 16. 06. 1980, Split, Hrvatsko narodno kazalište
- Peržani, Ajsil, 09. 12. 1980, Ljubljana, Slovensko mladinsko gledališče[12]
- Missa in A Minor, Ljubiša Ristić, 21. 12. 1980, Ljubljana, Slovensko mladinsko gledališče[13]
- Cement, Hajner Miler, 19. 05. 1981, Beograd, Atelje 212[3]
- Karamazovi, Dušan Jovanović, 12. 12. 1981, Zagreb, Centar za kulturnu djelatnost Saveza Socijalističke omladine
- Romeo in Julija, Vilijem Šekspir, 07. 04. 1983, Ljubljana, SNG Opera in balet, Slovensko mladinsko gledališče, Cankarjev dom[14]
- Vojna tajna, Dušan Jovanović, 12. 08. 1983 (Split), 05. 09. 1983 (Beograd), Split, Hrvatsko narodno kazalište, Beograd, Studentski kulturni centar, Zagreb, Centar za kulturu, Radna zajednica "Vojna tajna"
- Tajna Crne ruke, Puriša Đorđević, 31. 12. 1983, Beograd, Privremena pozorišna radna zajednica, Pozorište "Nova osećajnost", "Sava" centar
- Neprijatelj naroda, ibzenovština, Karl Marks, 27. 05. 1984, Beograd, Studentski kulturni centar i Produkcija "Knjiga i reč"
- Čekajući Godoa, Samjuel Beket, 08. 07. 1984, Beograd, Pozorište "Godo-fest", Pozorište "Nova osećajnost", Knjiga i reč, Art film i Slavija film
- Ljubinko i Desanka, Aleksandar Popović, 10. 08. 1985, Beograd, Pozorište "Godo-fest"
- Levitan, Ljubiša Ristić, Nada Kokotović, 11. 04. 1985, Ljubljana, Slovensko mladinsko gledališče[15]
- Resničnost, Lojze Kovačič, 23. 04. 1985, Ljubljana, Slovensko mladinsko gledališče[16]
- Madač komentari, Imre Madač, 12. 10. 1985, Subotica, Narodno pozorište[3]
- Šiptar, Dragan Tomić, 15. 02. 1986, Subotica, Narodno pozorište[3]
- Nepušač, Dragutin Trumbetaš, 21. 03. 1986, Subotica, Narodno pozorište[3]
- Tit Andronik, Vilijem Šekspir, 08. 06. 1986, Subotica, Narodno pozorište[3]
- Ričard III, Vilijem Šekspir, 12. 08. 1986, Subotica, Narodno pozorište[3]
- Don Žuan, Žan Batist Poklen de Molijer, 02. 07. 1987, Subotica, Narodno pozorište
- Tartif, Žan Batist Poklen de Molijer, 12. 07. 1987, Subotica, Narodno pozorište
- Šiptar 2, Dragan Tomić, 21. 01. 1989, Subotica, Narodno pozorište
- Jegor Buličov, Maksim Gorki, 14. 10. 1989, Novi Sad, Srpsko narodno pozorište[3]
- Druga vrata levo, Aleksandar Popović, 18.11.1989, Novi Sad, Srpsko narodno pozorište[3]
- Kozoder u akciji, 01. 01. 1990, Novi Sad, Srpsko narodno pozorište[3]
- Črne maske, Marij Kogoj, 30. 01. 1990, Ljubljana, SNG Opera in balet[17]
- Kralj Lir, Vilijem Šekspir, 29. 03. 1990, Novi Sad, Srpsko narodno pozorište[3]
- Lud od ljubavi, Sem Šepard, 12. 05. 1990, Novi Sad, Srpsko narodno pozorište[3]
- Staza divljači, Franc Ksaver Krec, 25. 05. 1990, Novi Sad, Srpsko narodno pozorište[3]
- Car Edip, Sofokle, 29. 07. 1990, Subotica, Narodno pozorište
- Narodni poslanik, Branislav Nušić, 09. 01. 1991, Subotica, Narodno pozorište
- Kristifor Kolumbo, Miroslav Krleža, 24. 08. 1993, Subotica, Narodno pozorište
- Don Kihot, Miguel de Servantes, 20. 09. 1993, Subotica, Narodno pozorište
- San letnje noći, Vilijem Šekspir, 1995, KPGT
- Ogovaranje, Nebojša Romčević, 10. 10. 2008, Sombor, Narodno pozorište[3]
- Konzulska vremena, Ivo Andrić, 07. 03. 2009, Beograd, Zvezdara teatar[3]
- Troil i Kresida, Vilijem Šekspir, 28. 07. 2010, Skoplje, Makedonski narodni teatar[18]
- Buba u uhu, 07. 06. 2016, Beograd, KPGT[3]

## Spoljašnje veze
- Ljubiša Ristić на веб-сајту  (језик: енглески)
- „Crna ruka” će se igrati u najboljem sastavu („Politika”, 11. septembar 2016)
- Ljubiša Ristić: Što su Albanci više protiv kompromisa, bolje je za nas („Večernje novosti”, 5. avgust 2018)